# Atlas Lingüístico y Etnográfico de Andalucía

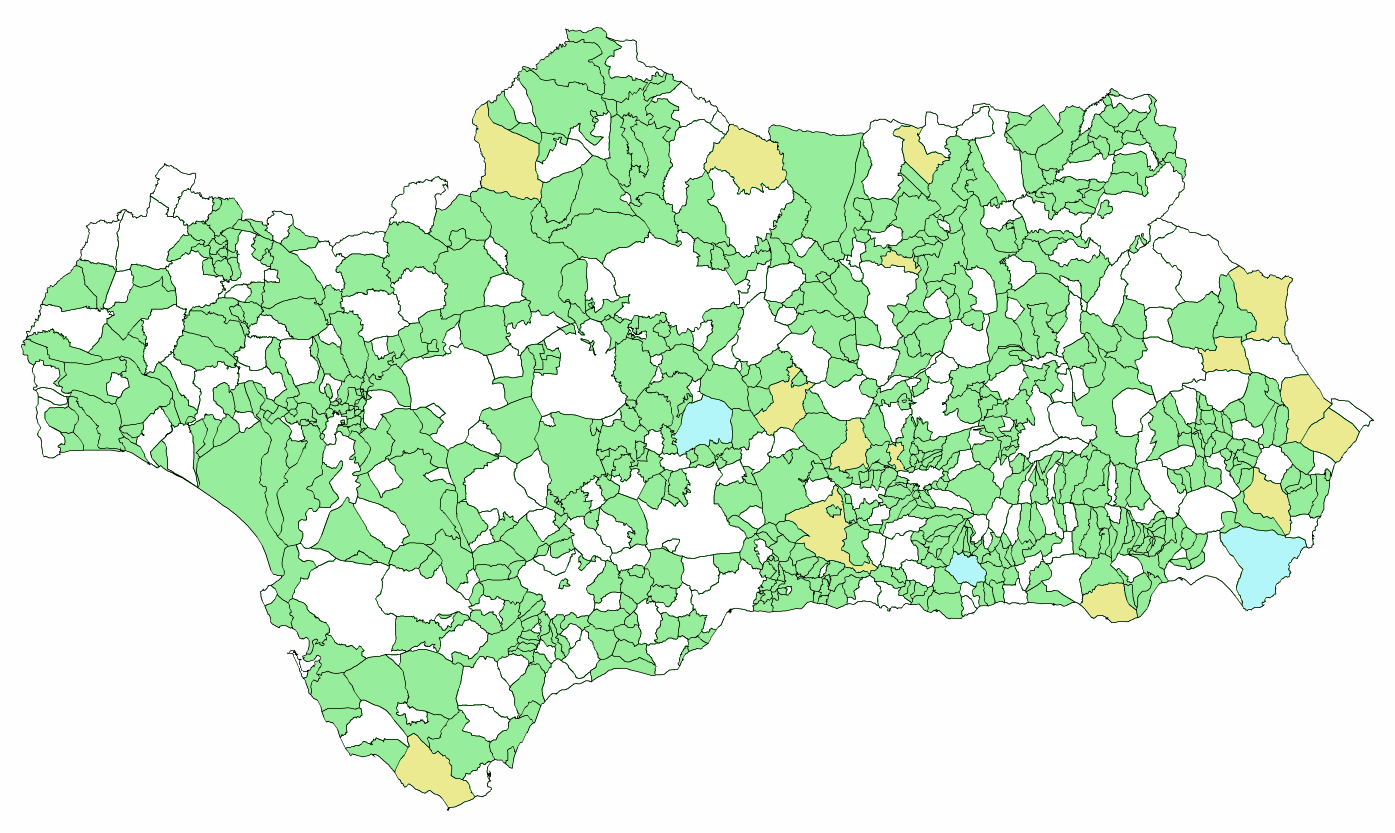
Points d'enquête de l'ALEA.

L'Atlas Lingüístico y Etnográfico de Andalucía (Atlas linguistique et ethnographique d'Andalousie en espagnol ; en sigle ALEA) est un atlas rassemblant des cartes linguistiques, ethnographique et mixtes d'Andalousie, élaboré sous la direction de Manuel Alvar, avec la collaboration de Gregorio Salvador Caja et Antonio Llorente, qui à eux trois menèrent l’ensemble des enquêtes réalisées, sur un total de 230 points d'enquête.
Le recueil du matériau commença en 1952 sur la base d'un projet initial, qui incluait l'étude géographico-linguistique de la province de Grenade, finalement abandonnée. Le premier tome fut publié en 1961, le sixième et dernier ne l'étant qu'en 1973. Il s'agit du premier atlas de géographie linguistique consacré à une région d’Espagne. Il représenta une importante performance méthodologique à différents niveaux (précision, croisements interdisciplinaires, rapidité d'élaboration) et constitue aujourd’hui encore la plus précieuse et exhaustive source de connaissances relative aux parlers andalous.

## Description
Chaque carte inclut les traductions de l'item étudié en français, italien, roumain, portugais, allemand et anglais, ainsi que des références à d'autres atlas linguistiques romans et à d'éventuelles monographies déjà publiées sur le sujet. De nombreuses notes explicatives (détaillant par exemple la démarche de l'enquêteur, les questions posées etc.) facilitent l'approche, la compréhension et l'analyse du matériau étudié.
Dans les marges apparaissent d'autres notes, relatives à certains matériaux recueillis lors des enquêtes, mais impropres à une cartographie, certaines variantes spécifiques etc.
La transcription phonétique, utilisant l’alphabet phonétique de la RFE, est très détaillée et un grand nombre de variantes sont recensées (par exemple 10 allophones de /a/).